# Ritt Utt
Ritt Utt ist ein Wohnplatz der Stadt Putlitz im Landkreis Prignitz in Brandenburg.

## Geografische Lage
Der Wohnplatz liegt nordöstlich des Stadtzentrums und dort unmittelbar südlich der Bundesautobahn 24, die von Nordosten kommend in südwestlicher Richtung verläuft. Wenige Meter östlich der Wohnbebauung befindet sich die Anschlussstelle Telschow-Weitgendorf. Nordwestlich des Wohnplatzes befindet sich der Ortsteil Nettelbeck. Zwischen beiden Siedlungen fließt die Stepenitz von Nordosten kommend in südwestlicher Richtung vorbei. Das Gelände befindet sich dort auf einer Höhe von 55 m ü. NHN Metern und steigt nach Südwesten auf 58,9 m ü. NHN Meter an. Südöstlich führt die L 13 an der Wohnbebauung entlang. Von ihr besteht über die Straße Ritt Utt eine Verbindung zum Wohnplatz.